# Naturschutzgebiet Moyländer Bruch
Koordinaten: 51° 45′ 17″ N, 6° 13′ 28″ O

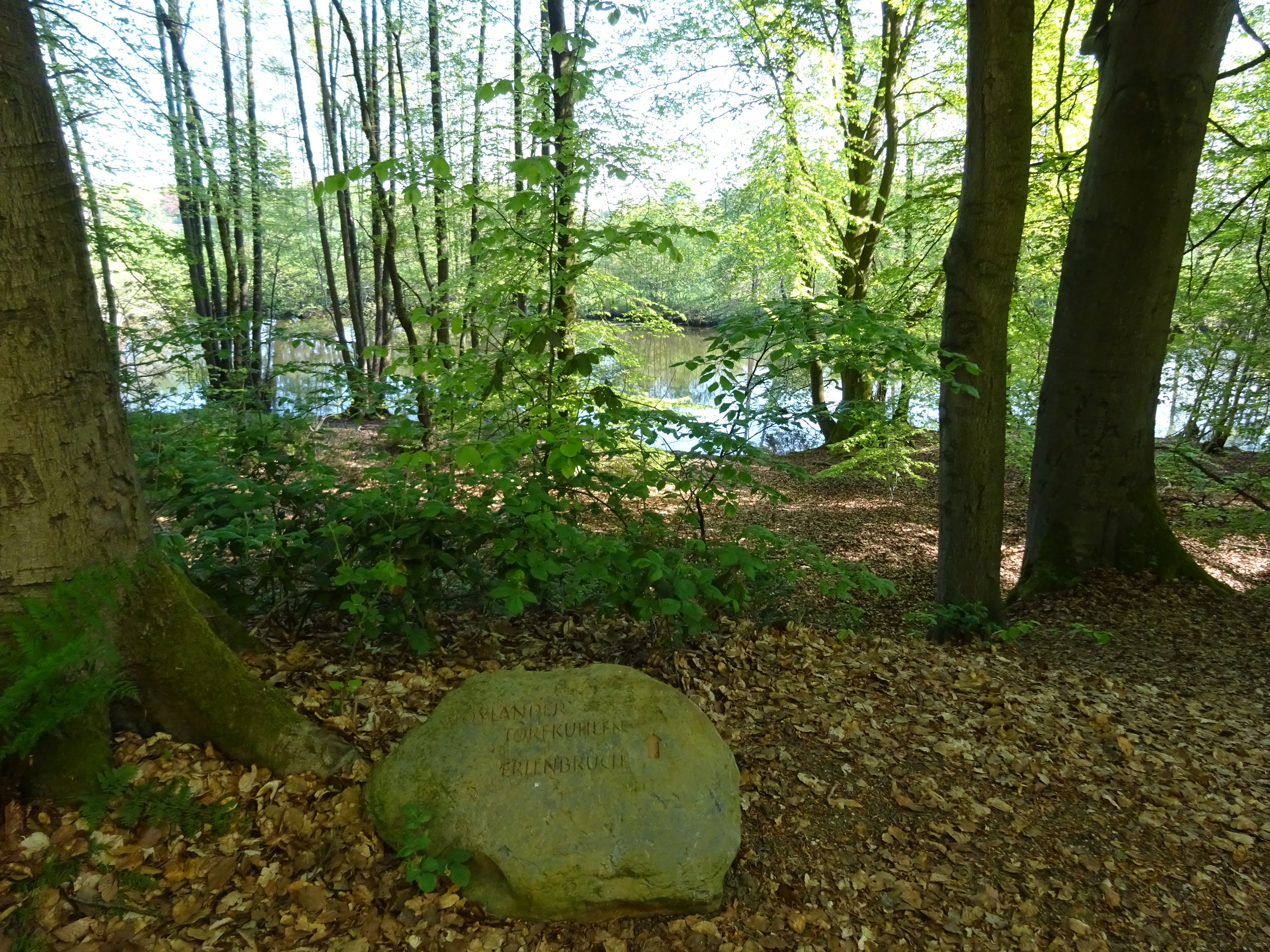
Naturschutzgebiet Moyländer Bruch (Mai 2016)

Das Naturschutzgebiet Moyländer Bruch liegt auf dem Gebiet der Gemeinde Bedburg-Hau im Kreis Kleve in Nordrhein-Westfalen.
Das aus drei Teilflächen bestehende Gebiet erstreckt sich östlich und südöstlich des Kernortes Bedburg-Hau. Am nordwestlichen Rand des Gebietes verläuft die B 57, nördlich liegt das Wasserschloss Schloss Moyland, südlich erstreckt sich das Gelände des Land-Golf-Clubs Schloß-Moyland e.V.

## Bedeutung
Das rund 59,1 ha große Gebiet ist seit 2010 unter der Kenn-Nummer KLE-059 als Naturschutzgebiet ausgewiesen.